# Корнеевка (Стерлибашевский район)
Корнеевка (баш. Корнеевка) — деревня находится в Стерлибашевском районе  республики Башкортостана, входит в состав Старокалкашевского сельсовета. Занятие жителей в деревне Корнеевка специализируется на земледелии и скотоводстве.

## Население
| 2002 | 2009 | 2010 |
| ---- | ---- | ---- |
| 99   | ↗111 | ↘101 |

Согласно переписи 2002 года, преобладающая национальность — русские (54 %).

## Географическое положение
Расстояние до:
- районного центра (Стерлибашево): 18 км,
- центра сельсовета (Старый Калкаш): 6 км,
- ближайшей ж/д станции (Стерлитамак): 48 км.